# Задар
Задар (итал. Zara, лат. Iader или Iadera, раније  ) је град у Хрватској и административно средиште Задарске жупаније. Према првим резултатима пописа из 2011. у граду је живело 75.082 становника, а у самом насељу је живело 70.674 становника. Задар је центар шире северне Далмације. По броју становника је, након Загреба, Сплита, Ријеке и Осијека, пети град у Хрватској.

## Географија
Задар се налази на 44º 6' 51" северне ширине и 15º 13' 40" источне географске дужине u северној Далмацији. Развио се на повољном положају у средишту источне обале Јадранског мора, заштићен архипелагом задарских острва од утицаја отвореног мора, што је имало велику важност у раздобљу доминације поморског саобраћаја. На копну му залеђе чини пространа равница Равних котара, која му омогућава несметано просторно ширење, по чему се разликује од других приморских градова у Хрватској.
Масивом Велебита задарско је подручје одељено од Лике и континенталног дела Хрватске, но боља прометна повезаност са унутрашњошћу земље је омогућена изградњом ауто-пута Загреб—Сплит, односно тунела Свети Рок.

## Историја
У 9. веку п. н. е. Илирско племе Либурни настанило је Задар. У 1. веку п. н. е. Задар је постао римска колонија и успео је одржати своју независност кроз средњи век. Након пада Западног римског царства и разарања Салоне у раном 7. веку, Задар је постао главни град византијске провинције Далмације.
Франци су освојили Задар у раном 9. веку, али је враћен Византији 812. миром у Ахену. У 10. веку, Задар насељавају Словени. Задар је 1105. признао власт Угарског краља Коломана. Од тада Задар почиње све чешће ратовати с Венецијом.
Године 1202, Задар су, уз помоћ крсташа, освојили Млечани. Крсташи су обећали Млечанима да ће им платити превоз бродовима до Египта, а када нису могли платити, Млечани су крсташе усмерили на Задар. Чак је и угарски краљ Емерик подржао крсташки поход, јер је настао сукоб око тога је ли правоверно да Божја војска нападне хришћански град. Свакако је Задар био разрушен и освојен. Папа Иноћентије III екскомуницирао је Млечане и крсташе који су суделовали у освајању.
Цар Душан је у писму Млечанима жалио што се Задар побуниo против Венеције и нудио им је своју војску. Нудио им је и посредништво у измирењу са Задром, у замену за помоћ против Византије.
После неколико побуна, град је дошао под власт угарско-пољског краља Лудовика I (миром у Задру 1358). После Лудовикове смрти Задар признаје власт краља Жигмунда, а затим Ладислава Напуљског који је 1409. Венецији продао Задар и „своја права“ на Далмацију.
Отада Задар почиње пропадати, јер су Венецијанци знатно ограничили његову политичку и економску аутономију. Када су Турци почетком 16. века освојили задарско залеђе, Задар постаје само јака тврђава која осигурава венецијанску трговину на Јадрану, управно средиште венецијанских поседа у Далмацији и културно средиште.
Године 1838. у Задру граду окруженом зидинама живи 6708 становника у 1054 куће. Има седам католичких цркви и једну православну, од којих су најзнаменитије оне католичке, древна саборна црква Св. Анастазије (са почетка 13. века) и црква Св. Гризогона. У месту је локално седиште католичке цркве, државне власти, судства, војске, има више школа и народни музеј.
У то време у Задар и његову околину, као и у остатак граничног подручја према Турској крајини), населио се велики број Срба. Срби из залеђа Задра су протерани током етничког чишћења Срба из Хрватске 1995. године. Њихова имовина је махом конфискована, а малобројни повратници су изложени разним притисцима, како државе, тако и хрватских насељеника. Данас број Срба у Задру и околини не прелази 5%.
Након пада Венеције, Задар је 1797. припао Хабзбуршкој монархији, а потом је 1806. године потпао под француску власт, поставши део Наполеонове Краљевине Италије (1806-1809) и потоњих Илирских провинција (1809-1813). Затим је дошао под аустријску власт (1813), поставши главни град аустријске Далмације. У јесен 1918. године, град је потпао под италијанску власт, што је озваничено Рапалским споразумом (1920).
Током Другог светског рата догодило се савезничко бомбардовање Задра, а град је ослобођен 31. октобра 1944. године и прикључен самоуправној Далматинској области у саставу југословенске федралне јединице Хрватске. Државна припадност Задра новој Југославији отваничена је склапањем Мировног уговора са Италијом (1947). У међувремену је током првих поратних година дошло до протеривања знатног дела италијанског становништва, чиме је трајно нарушен дотадашњи мултиетнички карактер града. Након отцепљења Хрватске од СФРЈ (1991-1992), град је постао седиште новостворене Задарске жупаније, а у међувремену је за време ратних сукоба (1991-1995) дошло до знатног погоршања положаја задарских Срба, што је довело до исељавања српског становништва из тог града.

## Култура
У 15. и 16. веку значајна је активност књижевника који пишу на народном језику (Јеролим Видолић, Петар Зоранић, Брне Крнарутић, Јурај Бараковић, Шиме Будинић). Након пада Венеције (1797). Задар је под Аустријом до 1918, изузев раздобља француског владања (1805—1813), остајући главни град Далмације. За време француског владања (1806—1810) у Задру су излазиле прве новине на хрватском језику Краљски Далматин. Задар је у другој половини 19. века жариште покрета за културни и национални препород у Далмацији. Од 1861. до 1912. постојао је Далматински сабор. Учени Задранин, витез Петар Александар Паравија, саветник краља Сардиније и професор историје на Универзитету у Торину, основао је 1850. године библиотеку у Задру. Била је то прва далматинска библиотека, којој је уступио многе своје књиге.

## Срби у Задру
Задар је био једно од најважнијих средишта православних Срба у Далмацији, који су чинили знатан део становништва у задарском залеђу. Србин је био Јован Зовинић из Задра, који је 1535. године био ректор правника на универзитету у Падови. Током 16. века, у млетачку Далмацију се доселио знатан број избеглих Грка и Срба, који су највећим делом ступали у војну службу. Пошто су били православне вероисповести, добили су 1548. године право да користе малу римокатоличку цркву Св. Илије, у којој су богослужења од тада вршена по источном обреду. Како је тај храм био тескобан, православни епитропи (Петар Санг, Константин Палколигас и капетан Стојан Божић) су 1573. године издејствовали одлуку да могу направити већу цркву. Добили су "врт" поред старе цркве, где су убрзо подигли већу богомољу, такође посвећену Св. Илији, у којој је начињена и римокатоличка капела посвећена Св. Ђорђу. Уз цркву је уређено и православно гробље. Током наредног периода, вођени су чести спорови између православаца и римокатолика око имовинских и других права на поменуту цркву. Тек 1664. године коначно је одлучено да црква припада православцима, док су капелу Св. Ђорђа и даље користили римокатолици. Скупштина православних задарских Грка и Срба донела је 17. маја 1722. године правила о устројству православне црквене општине. Слобода православног богослужења потврђена је одлуком Сената из 1728. године. Тек је 1734. године одобрена куповина и право својине над храмом. Измолили су православци 1736. године да могу дозидати звоник уз цркву, а успели су то прилозима и православаца из околних места, 1754. године. За време градње звоника, скупљен је и грађевински материјал за нову цркву. Градњу нове (уместо трошне старе) добио је православни капелан 1770. године. Радови су кренули 1773. године па застали, до 1804. године. Тада је решено да се поплоча кров цркве од камена и унутра преуреди - избаце католички елементи. За надзорнике радова су изабрани највећи приложници Јово Јововић Стратимировић и Гавро Петровић. Иконостас је радио 1806-1810. године Михаил Сперанца Крфанин за 1300 ф. али посао је довршио тек 1828. године иконописац Србин Јефтимије Поповић за 350 ф. У капелу, из које је изнет католички олтар, која је сада посвећена Св. Спиридону, унет је замењени стари црквени иконостас. Старе престоне иконе у капели, биле су дар из 1592. године тада још православних задарских породица Ђани и Стаматело.
Године 1745. било је само 20 православних породица и то већином Грка. У међувремену, Грци се све више покатоличавају, а Срби из околине из српских средина досељавају. Срби су пред судом 1776. године издејствовали (поред жестоког отпора браће Грка) да поред грчког свештеника, чинодејствује и српски свештеник, а да заједно живе у истом парохијском дому. Тако да је 1777. године у Задру било 11 грчких домова са 28 душа, а Срби су живели у 55 домова са 219 душа. Грци када су схватили да ће Срби потпуно превладати, "затурили су важне документе и имовинске исправе" тежећи да им напакосте. Када су Срби бројно претекли Грке, настављена је и даље да се води администрација на италијанском језику, до половине 19. века. Да би спречили одрођавање православаца, отворена је у Задру 1854. године "женска школа" на српском језику. Рад школе се одвијао у кући, коју је завештао још 1793. године каплар Стојан Мацура из Кистања. Од јесени 1858. године отворена је народна школа. Имала је два разреда, сваки са својим учитељем који су плаћани са 400 ф. годишње. Тек од 1861. године општина црквена је почела водити администрацију на свом тј. српском језику. Када је власт 1805. године забранила сахрањивање око цркве, православци су умрле сахрањивали на земљи коју је поклонио Никола Габо. Он је исту парцелу купио од некадашње православне породице Калођера, по којој се и гробље православно назвало. Када је 1818. године установљено ново опште градско гробље ван града, ту се престало укопавати.
У Задарској парохији 1865. године било је 312 православних парохијана, осим ђака и других привремених становника.
Православни свештеници у Задру, били су прво Грци, па Срби - најпре као капелани. Први је био 1633-1651. године протосинђел Грк Дионисије Петропулос, као стални капелан, а тек десети по реду јереј Марко Димитропуло 1743-1786. године имао је неколико помоћника - капелана углавном Срба - поп Спира Рапсоманића, поп Јосифа Дошеновића, Тодора Банића и друге. Грка, поп Марка је заменио Србин, архимандрит Саватије Васиљевић, са капеланом Никодимом Грујићем 1786-1798. године. Следи јереј Марко Вујновић 1798-1809. године, па Грк поп Матеј, од тада све Срби - калуђер Силвестер Вучковић 1812-1818. године, синђел Спиридон Алексијевић 1817-1841. године, архимандрит Крке Јеротеј Ковачевић 1841-1845. године, поп Христифор Мусић администратор 1845-1853. године, поп Дамјан Доброта парох од 1854. године, и упоредо - поп Никола Кнежевић парох 1854-1856. године и поп Кирил Жежељ парох од 1856. године. На скупштини Матице српске одржаној у Пешти 1866. године постао је новим чланом поп Ђорђе Николајевић парох задарски, који је уплатио пуну чланарину од 50 ф.
Српска саборна православна црква у Задру (1893) је посвећена Св. пророку Илији. Помиње се иста и 1808. године, а у њој службу врши један свештеник парох, а има 450 православних парохијана. Постојала је потреба за још једним капеланом.

### Културно-просветни живот
Једини купац Стојковићеве цењене књиге 1802. године из Задра, био је Георгије Ђурић купец. Ђурић је био у трочланој делегацији Срба Далматинаца, који су 1808. године ишли у Париз да би лично захвалност изразили Наполеону "за све добро које је србској цркви обрекао". Ђурић је потицао из богате задарске породице, био је представник задарске Црквене општине и бавио се писањем поезије, умро у дубокој старости 1854. године Доситејеву популарну књигу набавили су и неки читаоци Задрани 1818. године: Арсеније Ковачевић чиновник при "Камералној управи" , поп Спиридон Алексејевић парох задрански и Гаврил Петровић купец. Поучну и корисну књигу о виноградарству купили су још 1818. године предузимљиви задрански грађани, али и страни предузетници. Тако су се записали у списку претплатника: Герасим Зелић архимандрит манастира Купе, Матеј Ђурић, Христифор Милидраговић купец, Јован Симовић купец, Михаил Тодоровић купец, братија Георгије и Спиридион Боројевић, али и трговци из Великог Бечкерека, Книна, Метка, те Јован Радуловић "сердар" из Обровца. Вуков "Српски речник" узео је у руке 1818. године само трговац Мијајло Тодоровић родом Сарајлија. Најдуговечнији српски часопис купован је и читан у Далмацији. Године 1830. прибавили су свој ћирилични примерак Задрани: поп Спиридон Алексијевић парох задрански (пре епископски викар), јеромонах Симеон Теркуља катихета задарски, Матеј Ђурић, богдан Вуковић купец, Стефан Ђурковић купец, Андреј Вуковић купец. Као пренумеранти српског магазина наводе се 1836. године Задрани: поп Кирил Жежељ парох, Никола Вујновић катихета, Јован Брчић иконом "сјеменишта" (интерната), Михаил Андрејевић Нод војни свештеник, Стјепан Бузолић управитељ Препарандије, др Божидар Петрановић саветник суда, др Јован Медовић ц и к чиновник, Антун Симонић, Петар Петрановић, Михаил Јакшић - чиновници, десетак трговац, исто толико гимназијалаца и Књижница православне општине у Задру. Једну ћириличну педагошку књигу набавила је пренумерацијом 1847. године група задарских читалаца: Никола Вуиновић катихета, предавачи богословски, Атанасије Бурлић архимандрит (крупски) и Герасим Петрановић професор, Мато Куртовић римокатолички свештеник и десетак православних клирика.
Поповићеву српску граматике узимају 1850. године умни Задрански грађани: Стефан Кнежевић архимандрит и "витез гвоздене круне", Атанасије Чурлић архимандрит и професор богословије, др Теодор Петрановић саветник, Симеон Љубић светеник Старограђански, Андрија Стазић учитељ, поп Видовић свештеник, Никола Вуиновић катихета, Макарије Вукадиновић парох и јеромонах Герасим Петрановић професор богословије.
У Задру су око 1838. године отворили српску штампарију браћа Батаре. Њихове услуге је користио учени Шибенчанин, Теодор Петрановић, доктор обеју права и књижевник, када је исте године ту пренео годишњак "Љубитељ просвештенија" или "Србско-далматински магазин" (покренут 1836. у Карловцу). Српско-далматинска списатељица Ана Видовић је издала 1844-1845. године у Задру, књигу "Пјесме Ане Видовићеве". Деценију касније, 1853. године у Бечу је радила на објављивању књиге српских песама, преведених на италијански језик. У Задру је 1850. године изашла књига једног ученог Задранина. Објавио је своје песме Јово Сундечић са напоменом да су "за општу корист југославенства спеване". Књига је штампана у тамошњој штампарији тј. "књигопечатњи" браће Батара.
Књига ћирилична о Првом српском устанку и вожду Карађорђу имала је претплатнике у Задру, где су 1860. године то били: Иван Брчић "професор старословенског и илирског наречја" у Задру са девет примерака, а у друштву са њим католички жупници - Водички, Трибуњски, Зларински, те Анте Брчић "претур" са острва Раба (Арбе). У Задру је деловала "Матица Далматинска", као културно-национално друштво. Њен председник је 1862. године био др Божидар Петрановић а тајник (секретар) Антун Шимонић. Матица је децембра 1862. године донела одлуку о оснивању Матичине књижнице у Задру. Књигу Томазеа коју је "посрбио" (превео на српски) Стефан Петрановић 1864. године купио је Задранин, Симеон Јарамаз. Вуков немачко-српски речник помогли су издашним прилозима Срби са свих страна. У Задру су то били угледни људи: Лазар барон Мамула ц и к подмаршал са 100 ф, др Људевит Лапена ц и к дворски савјетник са 40 ф, и др Јаков Вуковић ц и к тајник код намјесништва са 20 ф. Ту књигу су узели и читаоци у Задру: Стефан Кнежевић епископ далматински, Јеротеј Ковачевић архимандрит, поп Миџор катихета и Дане Петрановић академски сликар.
Др Божидар Петрановић (1809-1874) је објавио у Задру 1867. године, дело: "Богомили црква босанска и крстјани". Ту књигу су наравно узели да читају његови суграђани: Ђорђе Николајевић протојереј, Исаија Олујић протосинђел, Стефан Вуиновић катихета, Никола Кнежевић протојереј задарски, Кирил Жежељ парох и још тридесетак претплатника.
Од 1842. до 1918. године овде је седиште Епархије далматинске. 1841. у Задру је основана православна Клирикална школа а 1869. године Богословски завод ("православни семинаријум") који је био у рангу факултета. Од 1854. године у граду ради српска Девојачка школа, а 1879. године и вртић. Омладинско друштво "Првенац" је 1869. године у Задру свечано прославило празник Св. Саву. После богослужења у православној цркви, приређена је забава и гозба у "сјеменишту" (интернату), на којој је запажену "напитницу" (здравицу) одржао архимандрит Петрановић. Задарско друштво је било део ширег - "Уједињене омладине српске". Српска читаоница отворена је 1879. године а Српска штедионица 1902. године Српско певачко друштво „Бранко“ настало је 1904. године. "Далматинска матица" је 1869. године размењивала књиге са Друштвом српске словесности у Београду.
У Задру су излазили српски листови „Првенац“, „Истина“ (1885—1888), годишњак „Магазин“, „Српски лист“ (1880-1888) и „Српски глас“ (1888-1904). Сава Бјелановић је био уредник "Српског гласа", а бавио се у једној мисији 1890. године у Србији. Бјелановић (1850-1897) је рођен у Ђевркама у Далмацији. Школовао се у Задру и Бечу, где је 1877. године завршио права. Од 1883. године је посланик на Далматинском сабору, али се повукао због болести. Живео је и бавио се новинарством у Задру, где је и умро 1897. године. За Нову годину 1903. појавио се у Задру нови лист "Приморски српски лист", по уредништвом П. Петрановића.
Знаменити Срби који су свој век провели у Задру били су:
Петар Јагодић-Куриџа, вођа буковичке буне, сердари Стојан Јанковић и Илија Смиљанић, епископи и борци за националну просвету и права Срба Симеон Кончаревић и Стефан Кнежевић, др Никодим Милаш, архимандрит Герасим Петрановић, научник Божидар Петрановић, песник Јован Сундечић и Петар Прерадовић, књижевници Симо Матавуљ и Владан Десница и кошаркаши Стојко Вранковић и Аријан Комазец.
На последњем предратном попису становништва из 1991. године, сам град Задар имао је 76.343 становника, од чега Срба — 10.958 (14,35%).

## Становништво

### Град Задар

#### Број становника по пописима
| Националност   | 2001.  | 1991.  | 1981.  | 1971.  | 1961.  | 1953.  | 1948.  | 1931.  | 1921.  | 1910.  | 1900.  | 1890.  | 1880.  | 1869.  | 1857.  |
| бр. становника | 72.718 | 80.355 | 67.154 | 50.520 | 33.464 | 25.465 | 23.610 | 26.882 | 26.241 | 27.426 | 24.778 | 21.933 | 19.778 | 16.775 | 15.190 |

- напомене:

Настао из старе општине Задар.

### Задар (насељено место)

#### Број становника по пописима
| Националност   | 2001.  | 1991.  | 1981.  | 1971.  | 1961.  | 1953.  | 1948.  | 1931.  | 1921.  | 1910.  | 1900.  | 1890.  | 1880.  | 1869.  | 1857. |
| бр. становника | 69.556 | 76.343 | 63.364 | 45.329 | 27.324 | 18.243 | 16.019 | 19.296 | 17.369 | 19.426 | 16.969 | 14.699 | 12.829 | 10.811 | 8.987 |

- напомене:

У 1991. повећано припајањем насеља Бокањац, Дикло, Драчевац Задарски и Плоче. Садржи податке за та бивша насеља. У 1869. и 1931. садржи податке за насеље Црно, а у 1869. за насеље Кожино.

## Попис 1991.
На попису становништва 1991. године, насељено место Задар је имало 76.343 становника, следећег националног састава:
| Попис 1991.‍    | Попис 1991.‍  | Попис 1991.‍ | Попис 1991.‍ | Попис 1991.‍ |
| -------------- | ------------ | ----------- | ----------- | ----------- |
|                |              |             |             |             |
| Хрвати         | Хрвати       |             | 58.534      | 76,67%      |
| Срби           | Срби         |             | 10.958      | 14,35%      |
| Југословени    | Југословени  |             | 1.728       | 2,26%       |
| Словенци       | Словенци     |             | 372         | 0,48%       |
| Албанци        | Албанци      |             | 342         | 0,44%       |
| Муслимани      | Муслимани    |             | 334         | 0,43%       |
| Црногорци      | Црногорци    |             | 282         | 0,36%       |
| Македонци      | Македонци    |             | 222         | 0,29%       |
| Мађари         | Мађари       |             | 100         | 0,13%       |
| Италијани      | Италијани    |             | 76          | 0,09%       |
| Немци          | Немци        |             | 45          | 0,05%       |
| Словаци        | Словаци      |             | 44          | 0,05%       |
| Чеси           | Чеси         |             | 28          | 0,03%       |
| Пољаци         | Пољаци       |             | 18          | 0,02%       |
| Русини         | Русини       |             | 17          | 0,02%       |
| Украјинци      | Украјинци    |             | 17          | 0,02%       |
| Руси           | Руси         |             | 14          | 0,01%       |
| Румуни         | Румуни       |             | 11          | 0,01%       |
| Бугари         | Бугари       |             | 6           | 0,00%       |
| Јевреји        | Јевреји      |             | 6           | 0,00%       |
| Роми           | Роми         |             | 5           | 0,00%       |
| Аустријанци    | Аустријанци  |             | 3           | 0,00%       |
| Грци           | Грци         |             | 3           | 0,00%       |
| Турци          | Турци        |             | 1           | 0,00%       |
| остали         | остали       |             | 61          | 0,07%       |
| неопредељени   | неопредељени |             | 1.345       | 1,76%       |
| регион. опр.   | регион. опр. |             | 197         | 0,25%       |
| непознато      | непознато    |             | 1.574       | 2,06%       |
| укупно: 76.343 |              |             |             |             |

## Демографске карактеристике
Према попису становништва из 2001. становништво Задра чине Хрвати (92,8%) и Срби (3,3%). Преосталих 3,9% чине Албанци, Бошњаци и Италијани.
Пре Другог светског рата, град Задар је имао око 18.000 становника. Након тешких бомбардовања и исељавања Италијана неко је време стагнирао, али са појачаним привредним развојем нагло расте, и популацијски и територијално. Тако 1961. има 25.000 становника, 1971 – 43.000, 1981 – 60.000, а 1991. чак 76.000. Убрзаном изградњом су у његов састав до 1980-их укључена до тада засебна насеља Бокањац, Дикло и Драчевац.

### Познате личности
| - Јурај Бараковић (1548—1628), ренесансни песник - Иво Крљановић (1777-?), "гроф Албинони", авантурист у Венецији - Благоје Берса (1873—1934), композитор и музички педагог - Владимир Берса (1864—1927), композитор - Спиридон Брусина (1845—1908), зоолог - Иво Перовић (1882—1958), правник и државник - Стојко Вранковић (*1964), кошаркаш - Јосип Генда (1943—2006), глумац - Анте Готовина (*1955), хрватски генерал - Владан Десница (1905—1967), књижевник - Валтер Дешпаљ (*1947), виолончелист светског гласа - Павле Дешпаљ (*1934), диригент и композитор - Вицко Змајевић (1670—1745), задарски надбискуп - Петар Зоранић (1508—после 1569), писац | - Ведран Ивчић (1951—2003), певач - Томислав Ивчић (1953—1993), певач - Андрија Медулић (између 1510—1515,—1563), ренесансни сликар - Лука Модрић (*1985), фудбалер - Антун Налис (1911—2000), глумац - Крис Новоселић (*1965), музичар, бивши басиста Нирване - Папа Јован IV (†642), рођен у Задру - Дадо Пршо (*1974), фудбалер - Група Рива, победници Песме Евровизије 1989. - Ђузепе Сабалић (1856—1928), књижевник - Јосип Скоблар (*1941), бивши фудбалер - Јелена Славна (†976), хрватска краљица - Крешимир Ћосић (1948—1995), кошаркаш - Никола Томазео, научник у Италији - Марко Јагодић-Куриџа кошаркаш - Милан Гулић, српски историчар |

## Споменици и знаменитости

### Црква Св. Доната
Црква Св. Доната из 9. века саграђена на остацима римског форума најпознатији је споменик и симбол града Задра, уједно и најпознатија монументална грађевина у Хрватској из раног средњег века. Саграђена је на традицијама рановизантијске архитектуре у раном средњем веку, највероватније почетком 9. века. Кружног је облика и није се сачувала у облику како је првобитно саграђена. Недостаје јој јужна приградња, па јој је средишња кружна језгра с те стране видљива. До 15. века називала се црква Св. Тројства, а од тада носи име Св. Донат, по бискупу који ју је дао саградити. Први пут црква се спомиње средином 10. века у списима византијског цара Костантина Порфирогенета. Данас се њен простор због изванредних акустичних карактеристика користи за музичке програме („Глазбене вечери у Св. Донату“).

### Форум
Форум у Задру испод темеља цркве Св. Доната и бискупске палате протеже се плочник главног трга из римских времена — Форум. Почеци му сежу у 1. век пре Христа. С три стране Форум је био опкољен монументалним тремом којег су красиле акантусове витице, гирланде и маскерони.

### Калеларга
Калеларга или Широка улица је главна и најпознатија задарска улица, која се протеже у смеру исток-запад од Народног трга до Форума. У Другом светском рату су уништене готово све зграде у улици, те је она обновљена у модернистичком стилу задржавајући само основни смер.

### Катедрала Св. Стошије
Портал Катедрале Св. Стошије(Св. Анастасије) задарску катедралу посвећену Св. Стошији украшава изван на прочељу ружа те на забату главне лађе мања готичка ружа, накнадно уметнута. Портали имају карактеристичан романички облик, данас унутрашњост катедрале пада у очи својом монументалношћу (главна лађа је трипут шира од споредних). Звоник катедрале који данас доминира Задром, започет је још у касном средњем веку, да би га тек 1892. довршио енглески архитекта Томас Џексон по узору на звоник рапске катедрале.

### Црква Св. Кршевана
Црква Св. Кршевана — апсида Тробродна базилика с три богато украшене полукружне апсиде припадала је мушком бенедиктинском самостану. Саграђена је у романичком стилу и посвећена 1175, а име је добила по Св. Кршевану мученику, заштитнику града Задра. Прочеље је једноставно. У доњем делу нема никаквих украса осим главног портала. Унутрашњост цркве красе фреске романичко-бизантинских карактеристика. Звоник се почео градити крајем 15. века, али никада није довршен. Најлепши део фасаде је спољни украс, апсида.

### Градске зидине (Мурај)
Монументална Копнена врата (Порта тераферма) Микелеа Санмикелија из 1543. године у луци Фоша. Сачувани су остаци из римског доба, из средњег века те највише из 16. века. Уз бедеме се налази средњовековна „Капетанова кула“, а најсликовитији се део налази на јужном делу код лучице „Фоше“, где се налазе и Копнена врата из 1543. Према луци, близу цркве Св. Кршевана налазе се Лучка врата из 1573.

### Морске оргуље
Значајан архитектонски објекат у облику морских оргуља. Свакако необично име одражава и реализацију несвакидашње и оригиналне идеје. За разлику од обичних оргуља које се погоне меховима или ваздушним пумпама, овима енергију даје море, односно његови таласи. Кад нема енергије односно таласа, нема ни звука или мелодије. Могло би се рећи да сама природа диригује и изводи сопствену музику. То би могао да буде разлог да ово место добије култно обележје.

## Партнерски градови
- Ређо Емилија, Италија, од 1972.
- Романс, Француска, од 1985.
- Фирстенфелдбрук, Немачка, од 1989.
- Стони Београд, Мађарска, од 1997.
- Падова, Италија, од 2003.
- Икику, Чиле, од 2003.

## Галерија
| - Форум - Црква Св. Миховила - Црква Св. Кршевана - Црква Св. Симеуна - Црква Госпе од Здравља - Монументална копнена врата - Задарски Баркаријоли - Задарско свеучилиште |